# Marion Kiesewetter
Marion Kiesewetter (* in Hamburg) ist Autorin von Sachbüchern mit Schwerpunkt auf der norddeutschen Küche und bekannt durch Auftritte als Fernsehköchin in der N3-Fernsehsendung Bi uns to Hus und dem ZDF Sonntagskonzert.
Kiesewetter absolvierte eine Ausbildung zur Schauspielerin und hatte einige Bühnenengagements. Nachdem sie während einer ZDF-Produktion über Krabbenfischer in Tönning die Filmcrew erfolgreich bekocht hatte, entstand die Idee zu ihrem ersten Kochbuch Die besten Krabbengerichte, das 1995 bei Boyens erschien. Fernsehauftritte, in denen sie ihre Rezepte vorstellte, und weitere Bücher, unter anderem die Reihe Fürstliche Menüs (2005–2007) folgten. 2008 erschien ihr erstes Backbuch, Eine Sünde wert, das Rezepte und Hintergrundinformationen zu ausgewählten norddeutschen Cafés enthält. Es bildete den Auftakt zu einer Serie, an der sie mit den Hamburger Fotografen Ursula Sonnenberg und Hans Dieter Kellner zusammen arbeitete.
Marion Kiesewetter ist mit dem Musikproduzenten und Komponisten Hartmut Kiesewetter verheiratet, Bruder des Sängers Knut Kiesewetter. Sie haben zwei Töchter, darunter die Schauspielerin Caroline Kiesewetter. Musikverlegerin Kathrin Kiesewetter war als Co-Autorin an einigen Büchern ihrer Mutter beteiligt.

## Kochbücher (Auswahl)
- Eine Sünde wert... Die schönsten Rezepte aus norddeutschen Cafés, Marion Kiesewetter, Ursula Sonnenberg, Hans Dieter Kellner, Boyens Buchverlag 2008, ISBN 978-3-8042-1237-4
- Süße Augenblicke. Marion Kiesewetter, Hans Dieter Kellner, Ursula Sonnenberg. Boyens Buchverlag 2012, ISBN 978-3-8042-1353-1
- Süßes für die Seele. Marion Kiesewetter, Ursula Sonnenberg, Hans Dieter Kellner. Boyens Buchverlag 2013, ISBN 978-3-8042-1379-1